# Andreas Rieke
Pour les articles homonymes, voir Rieke.
Andreas Rieke (né le 17 novembre 1967 à Stuttgart), mieux connu sous les pseudonymes de « And.Y » ou « And.Ypsilon », est le producteur du groupe allemand Die Fantastischen Vier.